# Zasavci
Zasavci – wieś w Słowenii, w gminie Ormož. 1 stycznia 2018 liczyła 57 mieszkańców.